# (444025) 2004 HJ79
(444025) 2004 HJ79, também escrito como (444025) 2004 HJ79, é um objeto transnetuniano que está localizado no Cinturão de Kuiper, uma região do Sistema Solar. Este corpo celeste é classificado como um cubewano. Ele possui uma magnitude absoluta de 6,9 e tem um diâmetro estimado com 192 km.

## Descoberta
(444025) 2004 HJ79 foi descoberto no dia 26 de abril de 2004 pelo astrônomo B. Gladman.

## Órbita
A órbita de (444025) 2004 HJ79 tem uma excentricidade de 0,043 e possui um semieixo maior de 44,184 UA. O seu periélio leva o mesmo a uma distância de 42,268 UA em relação ao Sol e seu afélio a 46,100 UA.